# Каплоноси
Каплоноси (або Капленоси, Коплоноси, Капльоноси, пол. Kaplonosy) — село в Польщі, у гміні Вирики Володавського повіту Люблінського воєводства. Населення — 301 особа (2011).

## Історія
За даними етнографічної експедиції 1869—1870 років під керівництвом Павла Чубинського, у селі переважно проживали греко-католики, які розмовляли українською мовою.
У 1917—1918 роках у селі діяла українська школа, заснована 7 жовтня 1917 року, у якій навчалося 60 учнів, учитель — Карчагін Е..
До 15 червня 1946 року українське населення села повністю переселене до УРСР під час депортація українців з Польщі.
У 1975—1998 роках село належало до Холмського воєводства.

## Населення
Демографічна структура станом на 31 березня 2011 року:
|          | Загалом | Допрацездатний вік | Працездатний вік | Постпрацездатний вік |
| -------- | ------- | ------------------ | ---------------- | -------------------- |
| Чоловіки | 140     | 18                 | 94               | 28                   |
| Жінки    | 161     | 32                 | 82               | 47                   |
| Разом    | 301     | 50                 | 176              | 75                   |

## Віра
У селі діє філіяльна православна церква святої Ольги.